# Jim Jefferies (Komiker)

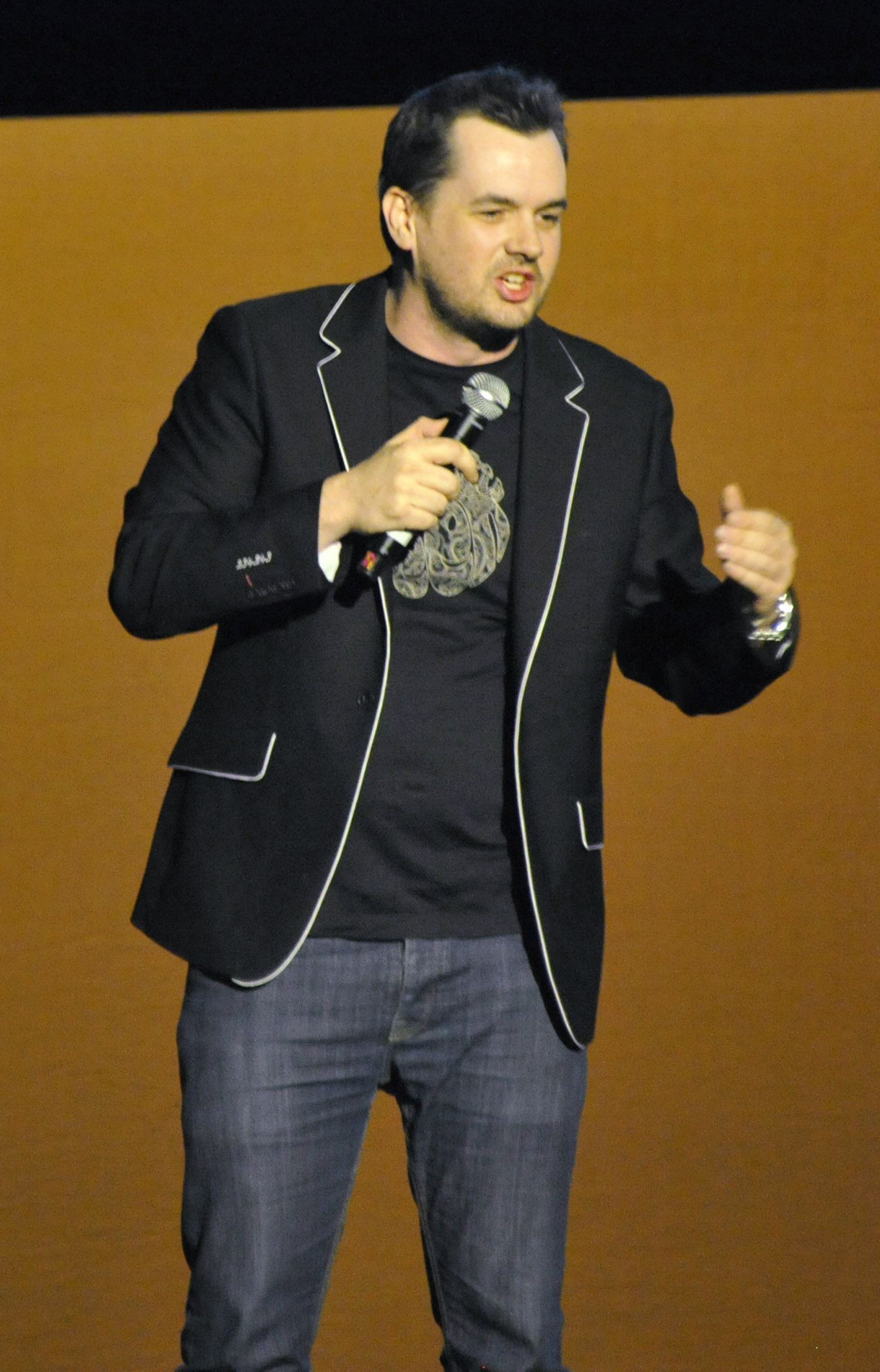
Jim Jefferies auf der Global Atheist Convention (2012)

Geoff James Nugent (* 14. Februar 1977 in Perth, Australien), bekannt als Jim Jefferies (früher auch Jim Jeffries), ist ein Stand-up-Comedian, Schauspieler und Autor aus Australien.

## Karriere
Erste Bekanntheit erhielt er, als er während eines Auftrittes im Comedy Store in Manchester auf der Bühne angegriffen wurde. Diesen Angriff thematisierte er später auch bei einem Auftritt, wobei er auch eine Videoaufnahme des Angriffs mit in den Auftritt einbaute. Dieser Auftritt ist als DVD „Contraband“ veröffentlicht worden. In den USA wurde er durch sein Debüt bei HBO bekannt.
Jefferies trat auf zahlreichen Festivals auf. Darunter sind das Edinburgh Festival Fringe, das Montreal Comedy Festival (Just for Laughs), das South African Comedy Festival, das Reading and Leeds Festivals und das Glastonbury Festival. Er war Gast in Panel-Shows wie Never Mind the Buzzcocks, Have I Got News for You, The Heaven and Earth Show and 8 Out of 10 Cats. Weitere Auftritte hatte er bei The World Stands Up, Comedy Blue und Edinburgh and Beyond auf Comedy Central sowie im Radio bei BBC Radio 5 Live.
Jefferies betrieb zusammen mit seinem Kollegen und Freund Eddie Ifft den Podcast Jim and Eddie Talkin' Shit. Der bei Ifft zuhause aufgenommene Podcast erschien zweimal pro Woche. Im Dezember 2012 verließ Jefferies den Podcast wegen der Arbeit an der Fernsehserie Legit. Diese hatte am 17. Januar 2013 auf FX Premiere, eine zweite Staffel lief ab dem 26. Februar 2014 auf FXX. Die Serie erhielt für ihre Darstellung geistig und körperlich behinderter Menschen positive Resonanz. Am 14. Mai 2014 wurde bekannt gegeben, dass keine 3. Staffel gedreht werden wird.
Im Februar 2014 spielte er im australischen Low-Budget-Film Me and My Mates vs the Zombie Apocalypse an der Seite der australischen Komiker Greg Fleet und Alex Williamson. Der Film erschien 2015. Von 2017 bis 2019 moderierte er The Jim Jefferies Show auf dem amerikanischen TV-Sender Comedy Central.

## Diskografie
- Contraband – (auf 5000 Stück limitiert); Veröffentlicht: 10. November 2008 (UK Home Video)
- I Swear to God – Gesendet: 16. Mai 2009; Veröffentlicht: 13. Oktober 2009 (US Home Video)
- Alcoholocaust – Veröffentlicht: 8. November 2010 (Comedy Central UK DVD)
- Fully Functional – Veröffentlicht: Oktober 2012
- Bare – Veröffentlicht: 29. August 2014 (Netflix)
- Freedumb – Veröffentlicht: 3. Juli 2016 (Netflix)
- This Is Me Now – Veröffentlicht: 13. Juli 2018 (Netflix)
- Intolerant – Veröffentlicht: 7. Juli 2020 (Netflix)
- High And Dry - Veröffentlicht: 14. Februar 2023 (Netflix)

## Leben
Jefferies lebte für acht Jahre in Kentish Town in London, zog jedoch inzwischen nach Los Angeles, wo er nun lebt. Er ist Atheist, und diskutiert dies auch in seinen Programmen. Zudem befürwortet er eine strengere Waffenkontrolle.
Zusammen mit seiner ehemaligen Partnerin, der Schauspielerin Kate Luyben, hat er einen Sohn, der am 6. November 2012 geboren wurde. Jefferies ist Fan des Fulham F.C.